# Линдси Страус
Линдзи Евелин Страус је измишљени лик из америчке телевизијске серије „Три Хил“, кога игра америчка глумица Микајла Макманус. Линдзи се први пут појављује у петој сезони серије као Лукасова рецензенткиња за књигу, али се њих двоје убрзо заљубљују једно у друго. Почела је да се осећа угрожено, када су се Пејтон и Брук, поново вратиле у Три Хил, знајући историју дешавања између Лукаса и Пејтон. На самом венчању, схвативши да Лукас у ствари воли Пејтон, одлучује се да остави Лукаса пред олтаром. Није желела да буде рецензент за Лукасов други роман.